# سیارک ۲۲۹۲۱
سیارک ۲۲۹۲۱ (به انگلیسی: 22921 Siyuanliu، نامگذاری:1999TG95) بیست و دو هزار و نهصد و بیست و یکمین سیارک کشف شده‌است که در ۲ اکتبر ۱۹۹۹ کشف شد.
قدر مطلق سیارک برابر ۱۱.۲ است.